# Románia éghajlata
Románia éghajlata átmeneti mérsékelt kontinentális éghajlat, de módosító hatással van rá nyugaton az atlanti-óceáni, délnyugaton a mediterrán klíma is.

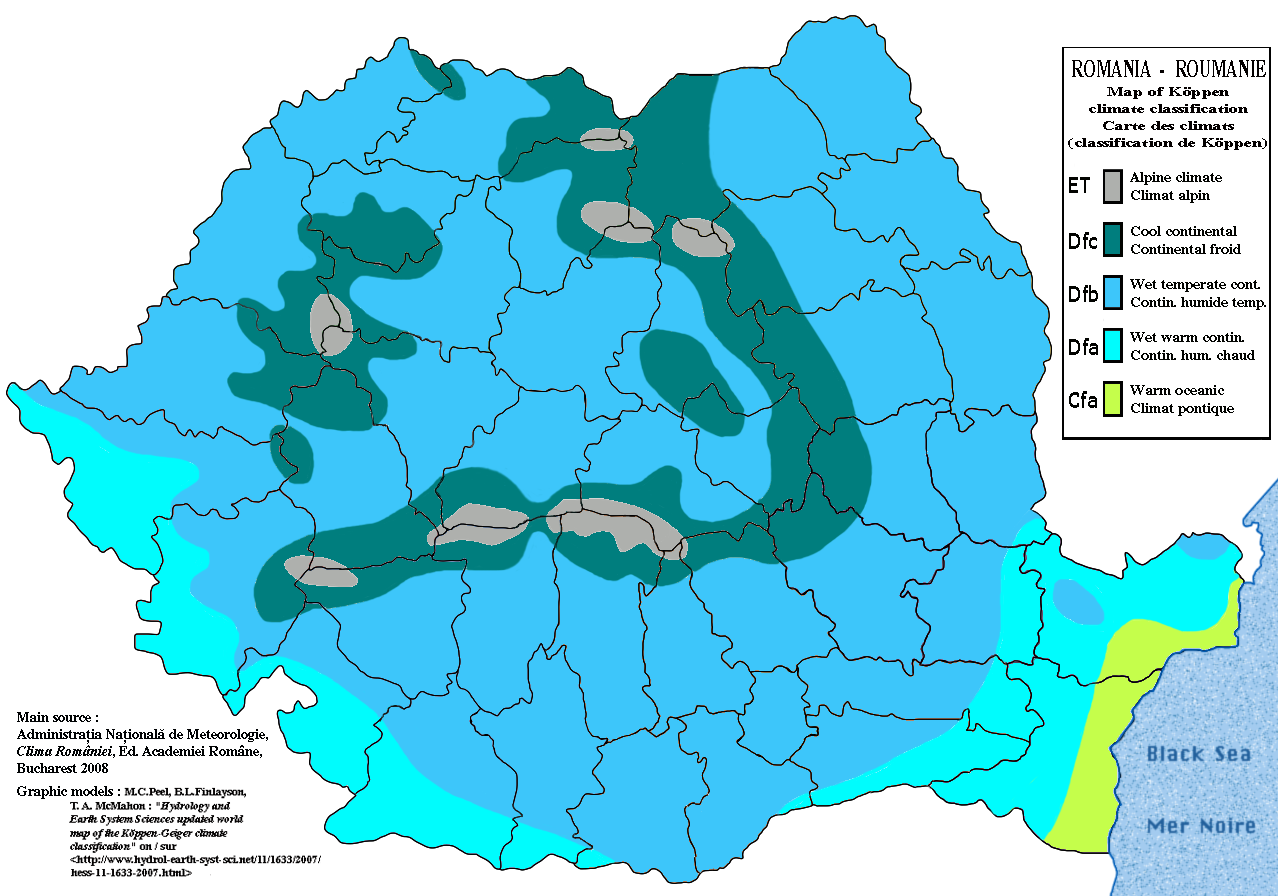
Románia Köppen-féle éghajlati övei

## Általános jellemzés
Románia a 45°-os északi szélesség mentén, a mérsékelt éghajlati övben fekszik, egyenlő távolságra az Egyenlítőtől és az Északi-sarktól, éghajlata alapvetően mérsékelt kontinentális. Ennek következtében az évi középhőmérséklet +10C°, jól elkülönül a négy évszak, a szél és a csapadék rendszertelenül jelentkezik. Nyugati részén jól érezhető a nedvesebb óceáni éghajlat hatása, keleti részén a kontinentális éghajlat az uralkodó, délnyugati részén pedig a mediterrán éghajlat befolyása is érvényesül.
A fenti tényezők mellett Románia éghajlatát, különösen annak kisebb térségeit illetően, jelentős mértékben meghatározza a domborzat is, elsősorban a hegységek iránya és magassága. Az éghajlatára hatással van a Fekete-tenger közelsége is.

### Hőmérséklet
A domborzat miatt a legváltozatosabb hőmérséklet és az éghajlat Erdélyben és a Kárpátok területén, ahol a 100 m-re jutó átlagos függőleges menti hőmérséklet csökkenés télen 0,4 °C, nyáron 0,6 °C értékű. Ennek megfelelően a legmelegebb és leghidegebb hónapok középhőmérséklete a különböző magasságokban az alábbiak szerint alakul :
|             | 200 m | 500 m | 1000 m | 1500 m | 2000 m | 2500 m |
| ----------- | ----- | ----- | ------ | ------ | ------ | ------ |
| legmelegebb | 20 °C | 18 °C | 15 °C  | 12 °C  | 9 °C   | 6 °C   |
| leghidegebb | –3 °C | –4 °C | –6 °C  | –8 °C  | –9 °C  | –11 °C |

Rekord
A legnagyobb hideget 1942-ben Brassóban mérték: −38.5 °C; a legnagyobb meleget 1951-ben Brăila megyében: 44.5 °C.
| Hónap                              | Jan.  | Feb.  | Már.  | Ápr.  | Máj.  | Jún.  | Júl. | Aug. | Szep. | Okt.  | Nov.  | Dec.  | Év    |
| ---------------------------------- | ----- | ----- | ----- | ----- | ----- | ----- | ---- | ---- | ----- | ----- | ----- | ----- | ----- |
| Rekord max. hőmérséklet (°C)       | 22,2  | 26,0  | 32,8  | 35,5  | 40,8  | 42,0  | 44,3 | 44,5 | 43,5  | 39,0  | 30,5  | 23,4  | 44,5  |
| Rekord min. hőmérséklet (°C)       | −38,5 | −38,0 | −31,4 | −26,0 | −16,0 | −12,0 | −8,0 | −7,0 | −15,0 | −21,3 | −30,8 | −34,5 | −38,5 |
| Forrás: Nemzeti Meteorológiai Int. |       |       |       |       |       |       |      |      |       |       |       |       |       |

### Csapadék
A csapadék mennyisége és térbeli eloszlása híven tükrözi az ország domborzatát. Legkevesebb csapadékot a Duna-deltavidéke és a Fekete-tenger partvidéke kapja (400 mm-en alul), a legtöbbet pedig a Déli-Kárpátok (évi 1200 mm körül). A csapadék időbeli eloszlása kontinentális jellegű. Súlyos, nyári aszályok főleg a Román-alföldön és Dobrudzsában lépnek fel. A magas hegyvidékekben többnyire 6 hónapig van hótakaró. Az ország többi részén a csapadék legnagyobb része eső alakjában hull le.

### Szelek
Az uralkodó szél az északkeletről jövő szél, helyi nevén: Crivățul (keleti szél). Északkelet felől az Adriai-tenger felé fúj. Hatására a hőmérséklet 24 óra alatt 15-20 °C-kal csökkenhet; télen hóvihart okozhat és néha a Fekete-tenger is befagy.
További fontosabb szelek a helyi nevükön: az Austrul (amely meleg levegőt hoz), Kossava, Băltărețul, Vîntul mare és a Vîntul negru. 
ű

## Légnyomásközpontok befolyása
Románia éghajlatának alakításában fontos szerepük van a környező aktív légnyomásközpontoknak. A legfontosabb, leggyakrabban érvényesülő hatása az azori anticiklonoknak van. A legnagyobb gyakorisággal nyáron érvényesül a hatásuk, de gyakorlatilag az egész évben jelen vannak az időjárást formáló tényezők között. Ezek a légköri képződmények meleg, szubtrópusi levegőt hoznak a térségbe, hatásukra alakulnak ki száraz, főleg a júliusi és augusztusi hónapokban a hőhullámok, kánikulai periódusok. A domborzatilag egynemű térségekben, a nagy kiterjedésű síkságokon érvénysül hatásuk leginkább, ilyen helyeken mérték az ország maximális hőmérsékleti rekordjait is.
Ugyancsak gyakran fejtik ki hatásukat Románia időjárására az izlandi ciklonok is, amelyek nyugat-északnyugati irányból enyhe, páradús óceáni légtömegeket juttatnak el a térségbe és ezzel jelentős csapadékot is hoznak, főleg a téli időszakban, de a május-júliusi időszakban is hozhatnak monszun jellegű csapadékot. E csapadék eloszlásában nagy szerepet játszik a domborzat. Az Erdélyi-szigethegység például emelkedésre készteti a nyugatról érkező nedves légtömegeket, így ezek nedvességük jelentős részét kiadják a nyugati lejtőkön. Az 1110 m magasan fekvő Biharfüred az évi 1631 mm-rel az ország legcsapadékosabb pontja. A hegység keleti oldala ugyanakkor viszonylagosan esőárnyékban van a leszálló légmozgások (főn szelek) következtében, itt 1384 m magasságban már csak 843 mm csapadékot mérnek évente.
Télen gyakori a szibériai anticiklon hatásának érvényre jutása, ami hosszan tartó, erős lehűléseket hoz, elsősorban Moldva területén, de továbbfejlődhet a Havasalföld felé is. Nem ritka, amikor a szibériai anticiklon összekapcsolódik az azori magas nyomású övezettel.Ilyen esetekben az időjárás hosszabb időre állandósul, jelentős lehűléssekkel. Ez a légköri képződmény az Erdélyi-medencére kiterjedve másodlagos anticiklonokat hozhat létre, amik a hőmérsékleti inverziók révén nagyon fagyos időszakokat eredményezhetnek. Az ország leghidegebb pontjai ezért ilyen zárt, hegyközi medencékben alakulnak ki, mint a Gyergyói-medence. 1942. január 25-én -38,5 °C-ot mértek Botfaluban, 
a Brassói-medencében, 1985. január 23-án -38,4 °C-ot Csíkszeredában a Csíki-medencében (Ezzel szemben a majdnem 1800 m-rel magasabban fekvő Omu-csúcson az eddig mért leghidegebb érték -35,5 °C volt).
A szibériai anticiklon peremén karakterisztikus helyi szelek is kialakulhatnak. Ilyen az északkeleti, nagyon hideg krívec szél, mely a keleti és délkeleti országrészben érezteti hatását, 40 m/s feletti széllökésekkel. Ennek egyik ága a nemere, mely a Keleti-Kárpátok hágóin át főként a Háromszéki-medencében fúj a téli időszakban, ugyancsak erős lehűlés és nagy széllökések kíséretében. A Bánságban hasonló a kosava szél, mely gyakran szintén jelentős anyagi károkat is okoz.
A mediterrán ciklonok a téli időszakban enyhe, csapadékos időjárást keltenek az ország déli, délnyugati részében. Gyakori ilyenkor az eső, a havas eső. Ha ezek az enyhe, párás légtömegek találkoznak az északkeletről érkező hideg szibériai légtömegekkel, jelentős mennyiségű csapadék és viharos szelek alakulhatnak ki a Bánságban, illetve a Román-alföld délnyugati részén. Ugyanezek a mediterrán légtömegek jelentős csapadékot hozhatnak a késő nyári, kora őszi időszakban is.

## Domborzati hatások
Románia éghajlatára nagy hatással van a domborzat változatossága. A legfontosabb a Kárpátok vonulatának hatása, ami jól érezhető éghajlati eltéréseket okoz az ország keleti és nyugati, illetve északi és déli részei között. Például a magyar Alföldnek a román határon túli folytatása, a román terminológia szerinti Nyugati-síkság éves hőmérsékleti ingadozása 21-24 °C, a csapadék meghaladja az évi 550 mm-t, a csapadékos napok száma 120 nap felett van, a napsütéses órák száma évi 2100 óra. Ezzel szemben a Kárpátoktól délre fekvő Havasalföld évi hőmérsékleti ingadozása meghaladja a 25 °C-t, a csapadék mennyisége kelet felé fokozatosan csökken, és a Román-alföld keleti részén már kevesebb mint 500 mm. A csapadékos napok száma nem éri el 115-öt, viszont a napos órák száma meghaladja a 2200 óra/év értéket.
A Kárpátok jelenléte főleg a téli időszakban idéz elő jelentős éghajlati eltéréseket. Egyrészt a szibériai hideg légtömegek akadály nélkül bejutnak
a keleti, és a déli országrészekbe, viszont Erdély időjárása enyhébb maradhat. Időnként ellentétes helyzet is kialakul, amikor is az északról érkező sarki, hideg légtömegek bejutnak a Kárpát-medencéhez tartozó Erdélybe, viszont a hegyvonulatok meggátolják, hogy ezek a légtömeg tovább haladjanak az ország déli, délkeleti részeibe.
A domborzat hatása leginkább a tengerszint feletti magasság, a tagoltság, valamint a kitettség szerint mutatkozik meg. Olyan helyi, topoklimatikus hatások jelentkezhetnek, melyek önmagukban is egyedivé tehetik kisebb térségek éghajlatát, mint például egy déli kitettségű dombvidékek szőlőtermesztő területei.
A legfontosabb hatása a helyi éghajlatra érthetően a tengerszint feletti magasságnak van. Míg az ország északi és déli síkságai között az átlagos hőmérséklet különbsége mindössze 3 °C, addig Fekete-tenger partja, mint az ország legalacsonyabb pontja és a legmagasabb, 2500 m körüli hegycsúcsok között a hőmérsékleti különbség mintegy 14 °C.
A domborzati hatások igen jelentősek a csapadék eloszlásában. A síkságokon az átlagos éves csapadékmennyiség 600 mm (Nyugati-síkság) és 400 mm (Moldva) között mozog, viszont a nyugati kitettségű hegycsúcsok közelében ez az érték 1500 mm körül van.
A szelek esetében is jelentős különbség: az alacsony, szélvédett területeken az átlag szélsebesség 3 m/s, a hegycsúcsok esetében ez eléri a 10 m/s értéket. A Román-alföld keleti részében évente 3-4 hóvihar alakul ki, viszont a Déli-Kárpátokban ez évente átlag 50-szer fordul elő.

## Régiónként

### Erdély
A terület kontinentális éghajlatú, de nyugaton az atlanti-óceáni hatások, a Temesközben és a Szörénységben mediterrán hatások is érvényesülnek. Ez olyan jelentős különbségeket eredményez, hogy pl. a legmelegebb hónap, a július középhőmérséklete a Temesközben 22 °C, míg az Erdélyi-medencében 18 °C; a tszf. magasság miatt pedig az Erdélyi-középhegységben 14-16 °C, a havasokban 10-12 °C. A téli középhőmérséklet is hozzávetőleg ilyen eltérést mutat, a legnagyobb hőmérséklet-ingadozás azonban főleg tavasszal (április) és ősszel (szept.-okt.) fordul elő.

#### „Nyugati-alföld”
Az Alföld romániai részén (román szóhasználatban: a Nyugati-alföldön) az éghajlat hasonló a magyarországi rész éghajlatához. A csapadék évi mennyisége 500–700 mm, ami elég az intenzív gazdálkodáshoz. A legtöbb eső májustól júliusig esik.
| Hónap                                           | Jan. | Feb. | Már. | Ápr. | Máj. | Jún. | Júl. | Aug. | Szep. | Okt. | Nov. | Dec. | Év   |
| ----------------------------------------------- | ---- | ---- | ---- | ---- | ---- | ---- | ---- | ---- | ----- | ---- | ---- | ---- | ---- |
| Átlagos max. hőmérséklet (°C)                   | 1,4  | 4,7  | 10,7 | 16,9 | 22,1 | 24,9 | 27,1 | 26,8 | 23,0  | 17,1 | 9,3  | 3,4  | 15,7 |
| Átlagos min. hőmérséklet (°C)                   | −5,2 | −2,7 | 1,0  | 5,5  | 10,1 | 12,9 | 14,2 | 13,9 | 10,8  | 5,9  | 1,9  | −2,4 | 5,5  |
| Átl. csapadékmennyiség (mm)                     | 40   | 30   | 37   | 45   | 63   | 91   | 69   | 55   | 40    | 38   | 47   | 49   | 603  |
| Forrás: Administrația Natională de Meteorologie |      |      |      |      |      |      |      |      |       |      |      |      |      |

| Hónap                                                  | Jan.  | Feb.  | Már.  | Ápr. | Máj. | Jún. | Júl. | Aug. | Szep. | Okt. | Nov.  | Dec.  | Év    |
| ------------------------------------------------------ | ----- | ----- | ----- | ---- | ---- | ---- | ---- | ---- | ----- | ---- | ----- | ----- | ----- |
| Rekord max. hőmérséklet (°C)                           | 17,4  | 20,5  | 28,2  | 32,0 | 34,5 | 38,4 | 41,1 | 41,0 | 39,7  | 33,8 | 27,1  | 20,2  | 41,1  |
| Átlagos max. hőmérséklet (°C)                          | 2,3   | 5,6   | 11,9  | 17,6 | 22,8 | 25,7 | 27,8 | 27,6 | 24,0  | 18,1 | 10,3  | 4,2   | 16,5  |
| Átlagos min. hőmérséklet (°C)                          | −4,8  | −2,3  | 1,2   | 5,8  | 10,1 | 13,4 | 14,6 | 14,3 | 11,2  | 6,2  | 2,1   | −1,7  | 5,9   |
| Rekord min. hőmérséklet (°C)                           | −35,3 | −29,2 | −20,0 | −5,2 | −5,0 | 2,2  | 5,9  | 5,0  | −1,9  | −6,8 | −15,4 | −24,8 | −35,3 |
| Átl. csapadékmennyiség (mm)                            | 40    | 36    | 37    | 48   | 65   | 76   | 64   | 50   | 40    | 39   | 48    | 50    | 593   |
| Havi napsütéses órák száma                             | 72    | 92    | 155   | 186  | 242  | 262  | 301  | 280  | 218   | 177  | 86    | 57    | 2130  |
| Forrás: NOAA; Deutscher Wetterdienst; Román Stat. Int. |       |       |       |      |      |      |      |      |       |      |       |       |       |

#### Erdélyi-medence és a Kárpátok
Az Erdélyi-medencében a felhősség több, mint az ország más részein. A csapadék mennyisége évi 500 és 1000 mm között van, de a domborzatnak megfelelően alakul. Az Erdélyi-szigethegységben, a Keleti- és Déli-Kárpátokban az átlagos évi csapadék 700 és 1000 mm között van. A Fogarasi-havasokban, a Bihar-hegységben, a Radnai- és a Máramarosi-havasokban mértek már évi 1400 mm-t is. A medencében hó általában az ősz végén, gyakran novemberben esik és (a 20. század végi adatok alapján) néhány hónapig tart, de a Kárpátokban akár 6-7 hónapig is hótakaró boríthatja a magasabb részeket. A csapadék nagy része a hegyekben hó, a medencékben eső alakjában hullik.
| Hónap                                    | Jan.  | Feb.  | Már.  | Ápr. | Máj. | Jún. | Júl. | Aug. | Szep. | Okt. | Nov.  | Dec.  | Év    |
| ---------------------------------------- | ----- | ----- | ----- | ---- | ---- | ---- | ---- | ---- | ----- | ---- | ----- | ----- | ----- |
| Rekord max. hőmérséklet (°C)             | 14,0  | 19,3  | 26,6  | 30,2 | 32,5 | 36,0 | 37,0 | 38,0 | 33,7  | 32,6 | 26,0  | 18,7  | 38,0  |
| Átlagos max. hőmérséklet (°C)            | 0,3   | 3,2   | 10,0  | 15,0 | 20,3 | 22,6 | 24,5 | 24,3 | 20,7  | 14,6 | 6,3   | 1,8   | 13,7  |
| Átlagos min. hőmérséklet (°C)            | −6,5  | −4,7  | −0,6  | 4,0  | 8,6  | 11,3 | 12,7 | 12,2 | 8,9   | 3,8  | −0,7  | −4,2  | 3,8   |
| Rekord min. hőmérséklet (°C)             | −34,0 | −32,0 | −22,0 | −8,4 | −3,5 | 0,4  | 5,2  | 3,5  | −3,0  | −8,8 | −22,0 | −28,0 | −34,0 |
| Átl. csapadékmennyiség (mm)              | 24    | 20    | 22    | 48   | 69   | 95   | 81   | 60   | 36    | 31   | 30    | 32    | 548   |
| Havi napsütéses órák száma               | 71    | 99    | 165   | 175  | 231  | 238  | 274  | 262  | 205   | 166  | 75    | 55    | 2016  |
| Forrás: NOAA, Romániai Statisztikai Int. |       |       |       |      |      |      |      |      |       |      |       |       |       |

| Hónap | Jan.  | Feb.  | Már.  | Ápr. | Máj. | Jún. | Júl. | Aug. | Szep. | Okt. | Nov.  | Dec.  | Év    |
| --- | ----- | ----- | ----- | ---- | ---- | ---- | ---- | ---- | ----- | ---- | ----- | ----- | ----- |
| Rekord max. hőmérséklet (°C)                                                                                | 14,0  | 19,0  | 27,0  | 32,5 | 34,4 | 35,3 | 39,0 | 38,5 | 38,2  | 31,5 | 26,5  | 18,3  | 39,0  |
| Átlagos max. hőmérséklet (°C)                                                                               | 0,6   | 3,6   | 9,9   | 16,0 | 21,0 | 23,7 | 25,2 | 25,2 | 21,7  | 16,0 | 8,4   | 2,4   | 14,5  |
| Átlagos min. hőmérséklet (°C)                                                                               | −8,3  | −5,4  | −0,8  | 4,0  | 8,7  | 11,7 | 12,9 | 12,3 | 8,7   | 3,6  | 0,0   | −4,6  | 3,6   |
| Rekord min. hőmérséklet (°C)                                                                                | −32,8 | −32,0 | −27,3 | −7,5 | −1,6 | 0,3  | 4,6  | 2,7  | −3,3  | −8,4 | −19,6 | −25,9 | −32,8 |
| Átl. csapadékmennyiség (mm)                                                                                 | 31    | 27    | 27    | 49   | 73   | 89   | 84   | 65   | 45    | 39   | 35    | 36    | 600   |
| Forrás: Weatherbase. Weatherbase. (Hozzáférés: 2010); Climate:Târgu Mureș. Climate-Data. (Hozzáférés: 2018) |       |       |       |      |      |      |      |      |       |      |       |       |       |

| Hónap                                                        | Jan.  | Feb.  | Már.  | Ápr.  | Máj. | Jún. | Júl. | Aug. | Szep. | Okt. | Nov.  | Dec.  | Év    |
| ------------------------------------------------------------ | ----- | ----- | ----- | ----- | ---- | ---- | ---- | ---- | ----- | ---- | ----- | ----- | ----- |
| Rekord max. hőmérséklet (°C)                                 | 15,6  | 21,3  | 30,6  | 30,2  | 32,1 | 35,4 | 38,3 | 38,4 | 39,5  | 32,5 | 27,0  | 19,3  | 39,5  |
| Átlagos max. hőmérséklet (°C)                                | 1,8   | 4,5   | 10,1  | 16,0  | 21,3 | 24,2 | 26,3 | 26,2 | 21,4  | 16,2 | 9,1   | 3,1   | 15,1  |
| Átlagos min. hőmérséklet (°C)                                | −6,9  | −5,9  | −1,2  | 3,9   | 8,6  | 11,6 | 13,3 | 12,7 | 8,7   | 3,5  | −1,2  | −5,3  | 3,5   |
| Rekord min. hőmérséklet (°C)                                 | −31,8 | −31,0 | −24,5 | −12,0 | −3,6 | 1,0  | 4,2  | 1,0  | −3,6  | −9,4 | −21,3 | −29,8 | −31,8 |
| Átl. csapadékmennyiség (mm)                                  | 25    | 25    | 34    | 53    | 69   | 93   | 92   | 77   | 60    | 40   | 31    | 31    | 629   |
| Havi napsütéses órák száma                                   | 68    | 97    | 138   | 164   | 215  | 228  | 248  | 238  | 172   | 148  | 89    | 61    | 1866  |
| Forrás: WMO; Román Stat. Int. ; NOAA; Deutscher Wetterdienst |       |       |       |       |      |      |      |      |       |      |       |       |       |

| Hónap                                | Jan.  | Feb.  | Már.  | Ápr.  | Máj. | Jún. | Júl. | Aug. | Szep. | Okt.  | Nov.  | Dec.  | Év    |
| ------------------------------------ | ----- | ----- | ----- | ----- | ---- | ---- | ---- | ---- | ----- | ----- | ----- | ----- | ----- |
| Rekord max. hőmérséklet (°C)         | 12,0  | 16,0  | 23,0  | 26,0  | 30,0 | 32,0 | 35,0 | 35,0 | 33,0  | 27,0  | 22,0  | 17,0  | 35,0  |
| Átlagos max. hőmérséklet (°C)        | −2,9  | 0,7   | 7,1   | 13,9  | 19,1 | 21,8 | 23,4 | 23,4 | 20,1  | 14,4  | 6,0   | −0,1  | 12,3  |
| Átlagos min. hőmérséklet (°C)        | −12,5 | −10,1 | −5,1  | 0,5   | 4,9  | 8,0  | 9,2  | 8,0  | 4,5   | −0,2  | −3,5  | −8,4  | −0,3  |
| Rekord min. hőmérséklet (°C)         | −33,0 | −33,0 | −28,0 | −14,0 | −8,0 | −1,0 | 0,0  | −3,0 | −8,0  | −14,0 | −27,0 | −33,0 | −33,0 |
| Átl. csapadékmennyiség (mm)          | 29    | 26    | 27    | 43    | 71   | 91   | 83   | 66   | 40    | 33    | 28    | 29    | 566   |
| Forrás: Meteo Romania ; climate-data |       |       |       |       |      |      |      |      |       |       |       |       |       |

### Moldva
Moldvában az évi csapadék 400-600 mm között alakul, de előfordulnak erősen csapadékos vagy aszályos évek is. Gyakoriak a késő tavaszi és kora őszi fagyok. Az uralkodó széljárás ebben az országrészben északi-északkeleti irányú, de nem olyan erős, mint a Román-alföldön, és nem okoz annyi kárt sem.
| Hónap                                                                  | Jan.  | Feb.  | Már.  | Ápr. | Máj. | Jún. | Júl. | Aug. | Szep. | Okt. | Nov.  | Dec.  | Év    |
| ---------------------------------------------------------------------- | ----- | ----- | ----- | ---- | ---- | ---- | ---- | ---- | ----- | ---- | ----- | ----- | ----- |
| Rekord max. hőmérséklet (°C)                                           | 16,7  | 22,5  | 27,0  | 31,8 | 36,4 | 38,0 | 40,1 | 39,7 | 38,0  | 33,9 | 29,0  | 19,5  | 40,1  |
| Átlagos max. hőmérséklet (°C)                                          | 1,1   | 3,3   | 9,3   | 16,7 | 23,1 | 26,1 | 28,1 | 27,8 | 22,4  | 16,1 | 8,1   | 2,3   | 15,4  |
| Átlagos min. hőmérséklet (°C)                                          | −5,2  | −4,2  | −0,1  | 5,4  | 10,6 | 14,2 | 15,9 | 15,2 | 10,8  | 5,9  | 0,9   | −3,7  | 5,5   |
| Rekord min. hőmérséklet (°C)                                           | −30,6 | −36,3 | −22,7 | −9,4 | −3,0 | 3,5  | 6,3  | 4,6  | −3,5  | −9,6 | −21,1 | −29,5 | −36,3 |
| Átl. csapadékmennyiség (mm)                                            | 28    | 26    | 31    | 46   | 55   | 88   | 75   | 55   | 55    | 37   | 34    | 32    | 562   |
| Havi napsütéses órák száma                                             | 67    | 91    | 136   | 180  | 256  | 260  | 288  | 275  | 200   | 153  | 79    | 61    | 2046  |
| Forrás: WMO; ogimet ; Román Stat. Int. ; NOAA ; Deutscher Wetterdienst |       |       |       |      |      |      |      |      |       |      |       |       |       |

| Hónap                                                          | Jan.  | Feb.  | Már.  | Ápr. | Máj. | Jún. | Júl. | Aug. | Szep. | Okt. | Nov.  | Dec.  | Év    |
| -------------------------------------------------------------- | ----- | ----- | ----- | ---- | ---- | ---- | ---- | ---- | ----- | ---- | ----- | ----- | ----- |
| Rekord max. hőmérséklet (°C)                                   | 17,3  | 22,4  | 27,8  | 31,8 | 36,2 | 37,8 | 40,5 | 40,4 | 35,7  | 33,5 | 25,6  | 20,0  | 40,5  |
| Átlagos max. hőmérséklet (°C)                                  | 2,3   | 4,5   | 10,1  | 17,0 | 23,3 | 26,9 | 29,2 | 28,9 | 23,5  | 17,0 | 9,3   | 3,4   | 16,3  |
| Átlagos min. hőmérséklet (°C)                                  | −4,1  | −3,1  | 0,9   | 6,4  | 11,7 | 15,5 | 17,3 | 16,8 | 12,3  | 7,3  | 2,0   | −2,5  | 6,8   |
| Rekord min. hőmérséklet (°C)                                   | −26,5 | −28,6 | −17,2 | −5,2 | −0,1 | 3,8  | 7,3  | 6,2  | −1,5  | −6,8 | −17,4 | −20,7 | −28,6 |
| Átl. csapadékmennyiség (mm)                                    | 27    | 24    | 31    | 39   | 46   | 69   | 50   | 43   | 46    | 37   | 35    | 40    | 487   |
| Havi napsütéses órák száma                                     | 79    | 112   | 157   | 200  | 266  | 284  | 311  | 294  | 225   | 171  | 91    | 72    | 2262  |
| Forrás: ogimet; Román Stat. Int.; NOAA; Deutscher Wetterdienst |       |       |       |      |      |      |      |      |       |      |       |       |       |

### Román-alföld
A Román-alföld évi csapadékmennyisége hasonló mint a magyar Alföldé (400 – 600 mm). A tél jellemzően igen hideg, a hőmérséklet néha mínusz 25-30 fokig esik. A szél télen erős és kellemetlen. Tavasszal a hó olvadásával a Kárpátokból kilépő folyók időnként árvizet okoznak. A tavasz és az ősz jellemzően rövid. A keletről áramló száraz légtömegek komoly károkat okoznak a mezőgazdaságnak.
| Hónap                                             | Jan.  | Feb.  | Már.  | Ápr. | Máj. | Jún. | Júl. | Aug. | Szep. | Okt. | Nov.  | Dec.  | Év    |
| ------------------------------------------------- | ----- | ----- | ----- | ---- | ---- | ---- | ---- | ---- | ----- | ---- | ----- | ----- | ----- |
| Rekord max. hőmérséklet (°C)                      | 16,8  | 21,4  | 28,4  | 31,8 | 35,3 | 37,8 | 40,4 | 40,8 | 40,1  | 34,4 | 23,5  | 18,4  | 40,8  |
| Átlagos max. hőmérséklet (°C)                     | 2,8   | 5,5   | 11,2  | 17,7 | 23,5 | 27,2 | 29,7 | 29,4 | 24,3  | 17,4 | 9,3   | 3,4   | 16,8  |
| Átlagos min. hőmérséklet (°C)                     | −4,1  | −2,8  | 1,4   | 6,3  | 11,3 | 14,6 | 16,5 | 16,3 | 12,1  | 7,0  | 1,7   | −2,7  | 6,5   |
| Rekord min. hőmérséklet (°C)                      | −30,5 | −27,4 | −19,4 | −4,4 | −2,0 | 4,4  | 7,5  | 6,4  | −2,0  | −6,0 | −14,8 | −24,1 | −30,5 |
| Átl. csapadékmennyiség (mm)                       | 37    | 34    | 39    | 51   | 62   | 70   | 66   | 52   | 43    | 42   | 49    | 52    | 597   |
| Havi napsütéses órák száma                        | 82    | 117   | 159   | 200  | 261  | 278  | 308  | 295  | 219   | 162  | 93    | 68    | 2242  |
| Forrás: WMO; ogimet; NOAA; Deutscher Wetterdienst |       |       |       |      |      |      |      |      |       |      |       |       |       |

| Hónap                         | Jan.  | Feb.  | Már.  | Ápr. | Máj. | Jún. | Júl. | Aug. | Szep. | Okt. | Nov.  | Dec.  | Év    |
| ----------------------------- | ----- | ----- | ----- | ---- | ---- | ---- | ---- | ---- | ----- | ---- | ----- | ----- | ----- |
| Rekord max. hőmérséklet (°C)  | 16,0  | 20,0  | 29,0  | 32,0 | 37,0 | 37,0 | 39,0 | 41,0 | 39,0  | 35,0 | 24,0  | 18,0  | 41,0  |
| Átlagos max. hőmérséklet (°C) | 1,5   | 4,1   | 10,5  | 18,0 | 23,3 | 26,8 | 28,8 | 28,5 | 24,6  | 18,0 | 10,0  | 3,8   | 16,6  |
| Átlagos min. hőmérséklet (°C) | −5,5  | −3,3  | 0,3   | 5,6  | 10,5 | 14,0 | 15,6 | 15,0 | 11,1  | 5,7  | 1,6   | −2,6  | 5,7   |
| Rekord min. hőmérséklet (°C)  | −32,0 | −26,0 | −19,0 | −4,0 | 0,0  | 5,0  | 8,0  | 7,0  | 0,0   | −6,0 | −14,0 | −23,0 | −32,0 |
| Átl. csapadékmennyiség (mm)   | 40    | 36    | 38    | 46   | 70   | 77   | 64   | 58   | 42    | 32   | 49    | 43    | 595   |
| Havi napsütéses órák száma    | 61    | 85    | 155   | 180  | 248  | 270  | 341  | 310  | 240   | 155  | 60    | 62    | 2167  |
| Forrás: worldweather.org      |       |       |       |      |      |      |      |      |       |      |       |       |       |

### Dobrudzsa
Dobrudzsában az évi csapadékmennyiség 500 mm alatti, gyakori a több hónapon át tartó nyári szárazság. A tél egy kicsit enyhébb, mint Románia többi része, a nyár pedig forró és száraz. A Fekete-tenger hatása főként a part menti szűk területet érinti. Télen száraz és ekkor nagyon hideg szél fúj.
| Hónap                                                        | Jan.  | Feb.  | Már.  | Ápr. | Máj. | Jún. | Júl. | Aug. | Szep. | Okt.  | Nov.  | Dec.  | Év    |
| ------------------------------------------------------------ | ----- | ----- | ----- | ---- | ---- | ---- | ---- | ---- | ----- | ----- | ----- | ----- | ----- |
| Rekord max. hőmérséklet (°C)                                 | 18,3  | 24,5  | 30,8  | 31,9 | 36,9 | 36,9 | 38,5 | 36,8 | 34,8  | 31,0  | 26,5  | 21,0  | 38,5  |
| Átlagos max. hőmérséklet (°C)                                | 4,5   | 5,7   | 9,3   | 14,1 | 20,0 | 24,7 | 27,2 | 27,1 | 22,7  | 17,4  | 11,3  | 6,2   | 15,9  |
| Átlagos min. hőmérséklet (°C)                                | −1,4  | −0,7  | 2,7   | 7,3  | 12,5 | 16,9 | 19,1 | 19,0 | 14,9  | 10,3  | 4,9   | 0,3   | 8,9   |
| Rekord min. hőmérséklet (°C)                                 | −24,7 | −25,0 | −12,8 | −4,5 | 1,8  | 6,4  | 7,6  | 8,0  | 1,0   | −12,4 | −11,7 | −18,6 | −25,0 |
| Átl. csapadékmennyiség (mm)                                  | 28    | 24    | 34    | 32   | 38   | 40   | 38   | 35   | 42    | 37    | 46    | 37    | 430   |
| Havi napsütéses órák száma                                   | 87    | 110   | 140   | 192  | 272  | 282  | 327  | 308  | 230   | 168   | 102   | 83    | 2301  |
| Forrás: WMO, ogimet, Román Stat. Int, Deutscher Wetterdienst |       |       |       |      |      |      |      |      |       |       |       |       |       |